# Orenburg
Orenburg (russisch Оренбу́рг, kasachisch Орынбор/Orynbor) ist die Hauptstadt der Oblast Orenburg im Föderationskreis Wolga, europäisches Russland, mit 548.331 Einwohnern (Stand 14. Oktober 2010). Orenburg liegt 1230 km südöstlich von Moskau, unweit der Grenze zu Kasachstan. Von 1920 bis 1925 gehörte das Territorium der gesamten heutigen Oblast zur Kirgisischen ASSR mit Orenburg als deren Hauptstadt. Von 1938 bis 1957 führten Stadt und Oblast den Namen Tschkalow (russisch Чка́лов), zu Ehren des gleichnamigen sowjetischen Piloten Waleri Pawlowitsch Tschkalow.

## Geographie
Orenburg befindet sich südwestlich der Südausläufer des Uralgebirges. Die Stadt liegt auf etwa 150 Metern über dem Meeresspiegel an der Einmündung der Sakmara in den Ural, der Orenburg durchfließt und einen Teil der Grenze zwischen Europa und Asien bildet.

## Geschichte

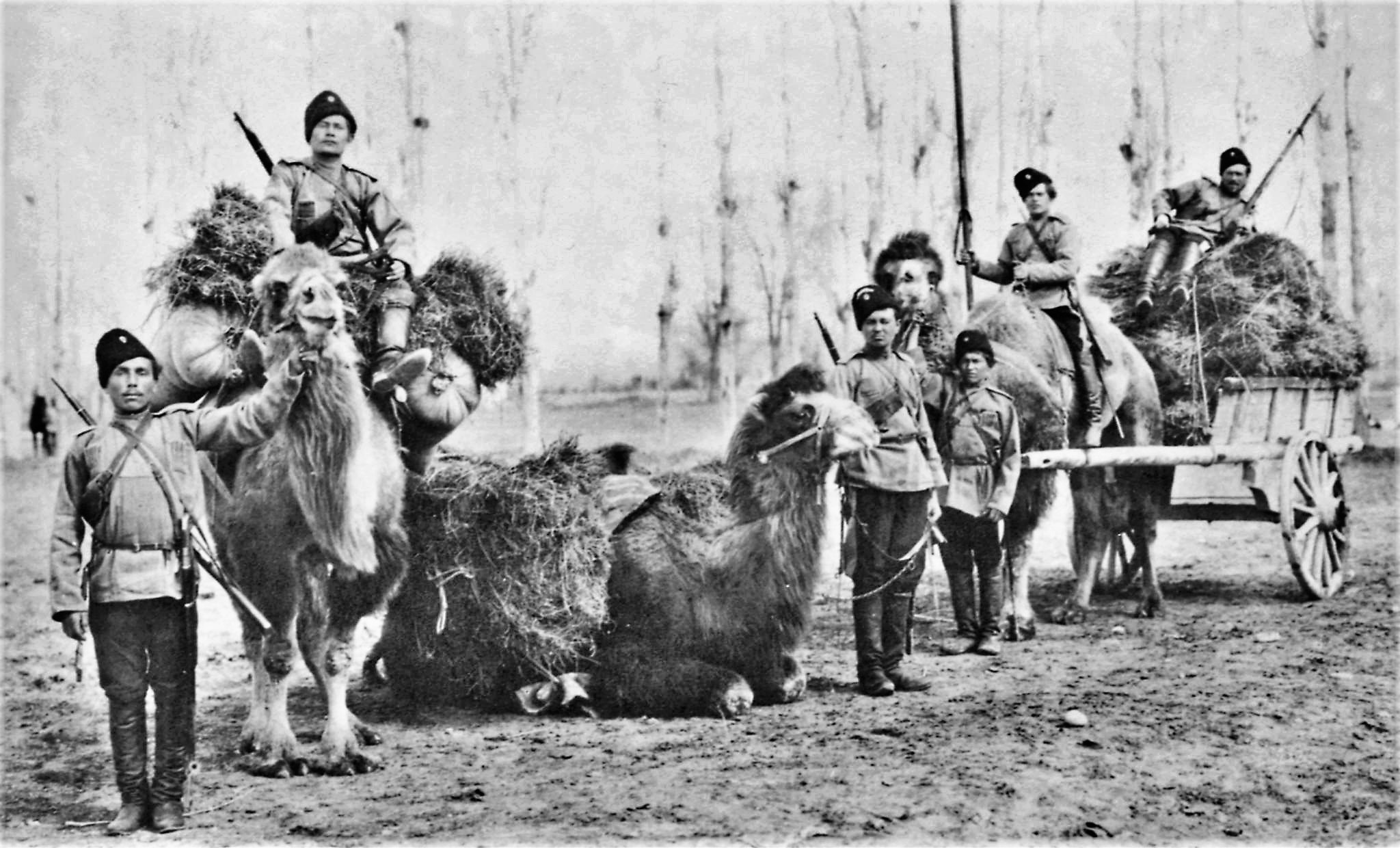
Orenburger Kosaken

Die Stadt Orenburg wurde 1743 als Außenposten Russlands an der Grenze zum damals unerschlossenen Zentralasien gegründet. Bereits ein Jahr später wurde die Stadt zum Verwaltungszentrum des neugeschaffenen Gouvernement Orenburg. Zuvor gab es zwei vergebliche Versuche, eine Festung am Ural zu gründen – unter anderem in Orsk. Ursprünglich war Orsk bei seiner Gründung im Jahr 1735 Orenburg genannt worden, da es am Zusammenfluss der Flüsse Or und Ural lag. Später wurde beschlossen, eine Festung an der Stelle des heutigen Orenburgs zu erbauen.
Der Name wurde auf diesen neuen Standort übertragen, obwohl die heutige Stadt Orenburg nichts mit dem Fluss Or zu tun hat. Eine weitere Erklärung des Stadtnamens hat möglicherweise mit dem deutschen Wort Ohren zu tun, da die Festung dazu bestimmt war, die naheliegende Steppe zu überwachen. Diese Erklärung ist bei vielen Einwohnern der Stadt Orenburg beliebt, muss jedoch als Legende betrachtet werden. In jedem Fall stammt aber der zweite Namensbestandteil (-burg) aus dem Deutschen.
Orenburg war Stadt und Festung in einem. Die angesiedelten Orenburger Kosaken sollten einen russischen Siedlungsgürtel zwischen den Tataren und Kasachen schaffen und den seit 1731 vorherrschenden Einfluss des Russischen Kaiserreiches auf die Kleine Horde sichern. Zwischen Oktober 1773 und März 1774 widerstand Orenburg der Belagerung während des Pugatschow-Aufstands.
Durch einen Krieg und einen Großbrand Ende des 18. Jahrhunderts brannte die Stadt zur Hälfte ab, bildete jedoch bis 1750 die absolute Ostgrenze des bekannten Gebiets. Im Barockstil wurden mehrere damals berühmte Kirchen in der Stadt gebaut, die von mehreren Zaren besucht wurden. Die Stadt erlangte große Bedeutung als Viehhandelsplatz, vorwiegend für Schafe.
Im 19. Jahrhundert versuchten verschiedene Militärgouverneure, Kultur und Leben in die Stadt zu bringen, die ihren Außenposten-Charakter durch das weitere Vordringen der Kosaken nach Osten mittlerweile verloren hatte. 1838 wurde eine heute noch bestehende Moschee gebaut (siehe: Islam in Russland), 1895 eine weitere große Kirche im typisch russischen neu-byzantinischen Stil.
Es folgten die Oktoberrevolution 1917 und der Bürgerkrieg, in dem Kommunisten und Tataren am 31. Januar 1918 unter Führung von Blücher die Macht über die Stadt errangen und ein Bündnis aus Orenburger Kosaken, Kasachen und Baschkiren besiegten. Am 3. Juli 1918 wurde die Stadt durch die Weißgardisten des Befehlshabers Dutow besetzt, der den nach Orenburg abkommandierten Teil der Armee des Admirals Koltschak, eines der Hauptführer der Weißen, führte. Erst am 22. Januar 1919 gelang es der Roten Armee, die Stadt zurückzuerobern, und im September 1919 konnte sie endgültig die Orenburgarmee des Generals Dutow vernichten.
Orenburg war von 1917 bis 1920 die Hauptstadt der autonomen Region Alasch Orda, und die Umgebung wurde zu einer Verwaltungseinheit des kasachischen Autonomiegebietes. Von 1920 bis 1925 war Orenburg die Hauptstadt der Kirgisischen Autonomen Sozialistischen Sowjetrepublik, einem Vorläufer des heutigen Kasachstan (bis in die 1920er Jahre wurde im Russischen nicht klar zwischen Kasachen und Kirgisen unterschieden: die Kasachen wurden als Kirgis-Ka(i)ssaken oder einfach Kirgisen bezeichnet, die Kirgisen unter anderem als Kara-Kirgisen oder Bergkirgisen).
In den 1930er Jahren wurden 20 von 21 Kirchen von den Sowjets eingerissen, die Stadt verlor einen Großteil ihrer historischen Bausubstanz. Wieder an Bedeutung gewann sie im Zweiten Weltkrieg, als nach dem deutschen Überfall im Sommer 1941 zahlreiche Unternehmen aus dem Westen der Sowjetunion nach Orenburg evakuiert wurden. Dies löste in der Stadt einen großen Industrialisierungsschub aus, der in der Folgezeit anhielt und heute noch zu bemerken ist. Zwischen den 1930er und 1960er Jahren verdoppelte sich die Einwohnerzahl. In Orenburg bestand das Kriegsgefangenenlager 369, Čkalow, für deutsche Kriegsgefangene des Zweiten Weltkriegs.
Am 14. September 1954 führte die Sowjetarmee auf dem 215 km von Orenburg entfernt gelegenen Truppenübungsplatz Tozkoje (russisch То́цкое – То́цкий полиго́н) ein Manöver mit einem Einsatz einer Atombombe durch. Um 09:53 Uhr warf ein Tu-4-Bomber eine Atombombe mit der Sprengkraft von 40 Kilotonnen auf dem Areal des Truppenübungsplatzes ab. Ziel des „Experiments“ war die Untersuchung der Standfestigkeit von Material und Mensch in einer Schlacht unter Bedingungen eines Atomkrieges.
Die Zahl der Todesopfer dieses Manövers ist nach wie vor unbekannt. Noch heute ist die Zahl der Erkrankungen von einigen Krebs-Arten in Orenburg doppelt so hoch wie unter den Opfern der Reaktorkatastrophe von Tschernobyl.
Erst seit 1990 wird wieder versucht, die verbliebenen historischen Bauten zu restaurieren. Erstmals wurden wieder einige Bauten im traditionellen Stil des ehemaligen alten Stadtkerns errichtet.
Anfang April 2024, während der Zeit der Schneeschmelze, trat der Ural über die Ufer und überschwemmte mehr als 10.000 Häuser in Orenburg.

## Bevölkerungsentwicklung
| Jahr | Einwohner |
| ---- | --------- |
| 1897 | 072.425   |
| 1926 | 122.190   |
| 1939 | 171.726   |
| 1959 | 267.317   |
| 1970 | 344.266   |
| 1979 | 458.747   |
| 1989 | 546.501   |
| 2002 | 549.361   |
| 2010 | 548.331   |
| 2021 | 543.654   |

Anmerkung: Volkszählungsdaten

## Sehenswürdigkeiten

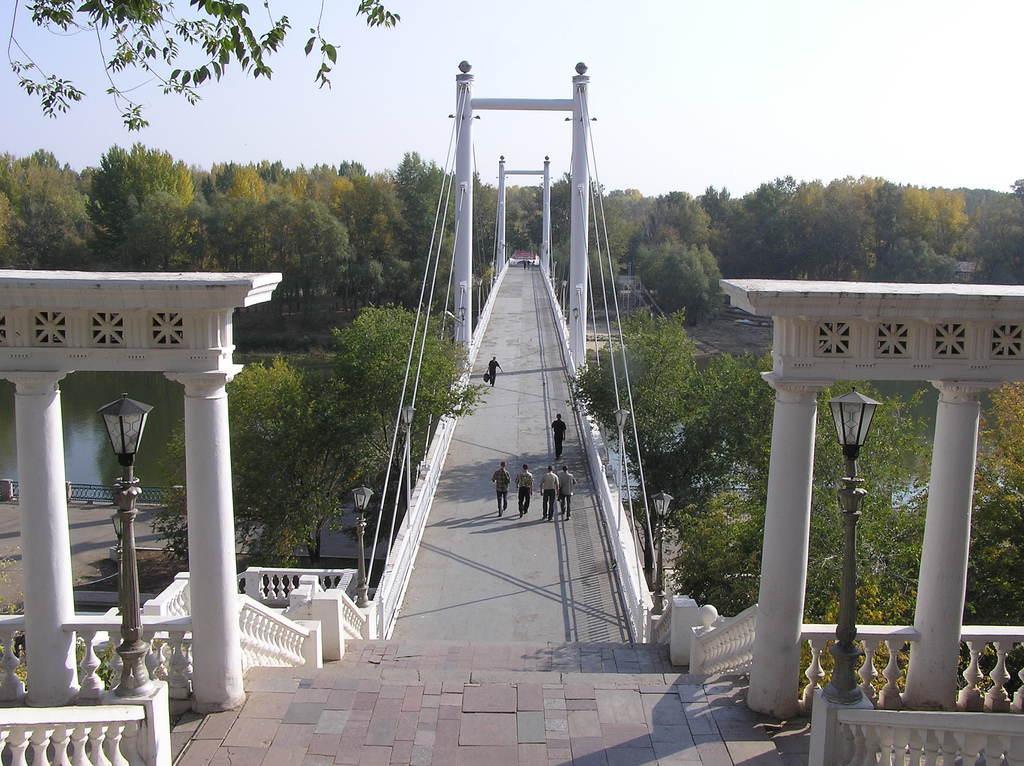
Orenburg, Alte Uralbrücke

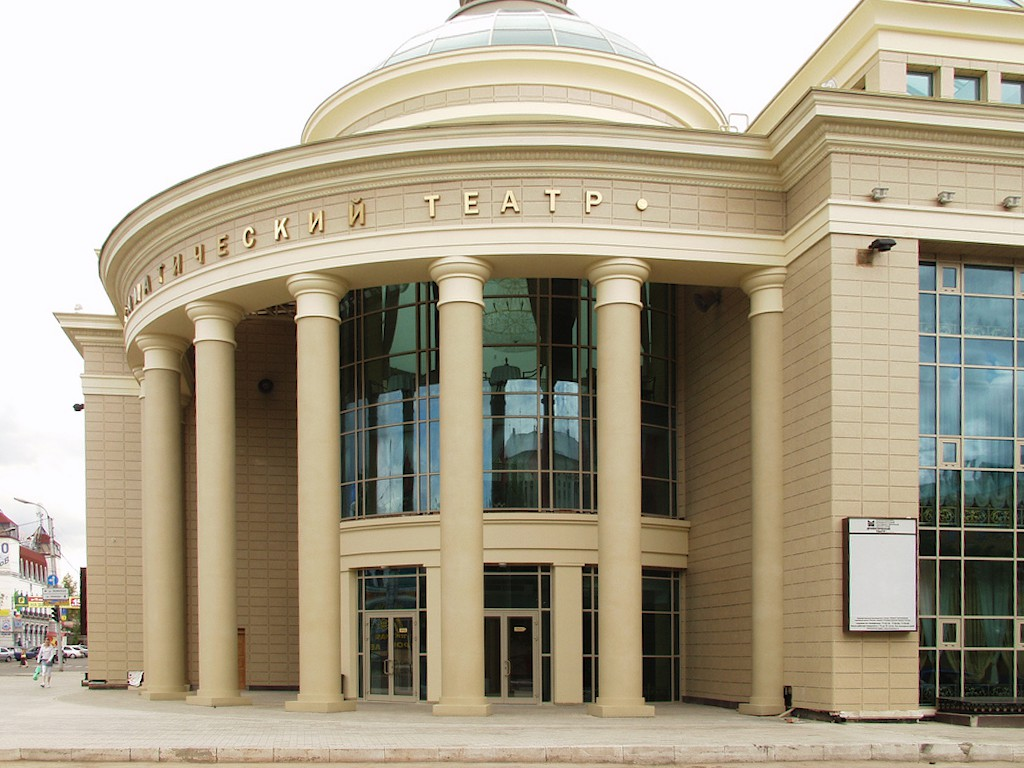
Schauspielhaus in Orenburg

Die meisten sehenswerten Bauwerke sind im historischen Stadtzentrum zu finden. Einige Attraktionen dort sind die nur für Fußgänger freigegebene alte Uralbrücke mit einem Gebäudeensemble aus dem 18. und 19. Jahrhundert im Hintergrund und das nahe gelegene Monument an der Grenze zwischen Europa und Asien, das Rathaus, die Kunsthalle, das Stadtmuseum, Kirchen und Akademien. Vom Uralfluss weg führt die wichtigste Geschäftsstraße der Stadt, die mehrere Kilometer lange boulevardähnliche Sowjetskaja-Straße, an deren einem Ende das Stadtmuseum steht. Anfang des Jahres 2007 wurde das Theater der Stadt nach Rekonstruktion neu eröffnet. Für einen Westeuropäer ist der Gang über den wöchentlichen Markt der Stadt sehenswert. Außerhalb des Stadtzentrums sind einige weitere Sehenswürdigkeiten zu finden, unter anderem die klassizistische Kathedrale Sankt Nikolai auf der Tschkalowstraße und das „Nationale Dorf“, ein Parkgelände, wo jede im Orenburger Gebiet vertretene ethnische Gruppe (Russen, Weißrussen, Ukrainer, Armenier, Kasachen, Russlanddeutsche) ihre Kulturidentität in Form von Architektur, Küche und regelmäßigen Veranstaltungen repräsentiert.

## Sonstige bemerkenswerte Bauwerke
- Sendemast Orenburg: 200 m hoher abgespannter Stahlrohrmast, der in zwei Ebenen mit Querträgern, die vom Mastkörper zu den Abspannseilen führen, ausgestattet ist.[6]

## Wirtschaft
Außerhalb des Stadtkerns prägt Industrie (vor allem Maschinenbau, Nahrungsmittel, Textil und Gasförderung) Orenburg.
Weltweit wird Helium nur an drei Orten aus heliumreichem Erdgas gewonnen. Cryor in Orenburg liefert tiefkaltes Flüssighelium an die Messer Group, die drei Abfülllager in Europa betreibt.

## Verkehr

### Straße
Orenburg liegt an der Kreuzung zweier im Südural bedeutender Hauptstraßen, die von Samara nach Orsk (Zweigstrecke der M5 Ural) und von Ufa nach Oral im benachbarten Kasachstan (R240) führen. Hier endet die Fernstraße R239, die die Stadt mit Kasan verbindet.
Der öffentliche Personennahverkehr stützt sich ausschließlich auf ein System aus Trolleybussen und weiteren Stadtbuslinien.

### Schiene
Durch Orenburg verläuft die Eisenbahnverbindung zwischen Moskau und den sibirischen Metropolen Nowosibirsk und Barnaul. In Orenburg beginnt die Trans-Aral-Eisenbahn, die in südlicher Richtung nach ca. 150 km die russisch-kasachische Grenze quert und weiter in die usbekische Hauptstadt Taschkent führt. Dabei folgt sie über weite Strecken dem Fluss Syrdarja. In Arys hat sie Anschluss an die nach Osten abzweigende Turkestan-Sibirische Eisenbahn. 

### Luftverkehr
Die Stadt verfügt über einen kleineren internationalen Flughafen Orenburg Zentralny mit regelmäßigen Verbindungen in verschiedene andere russische Metropolen sowie vereinzelten internationalen Flügen nach Tadschikistan und Deutschland, die vor allem von aus der Region stammenden Russlanddeutschen und Russlandmennoniten genutzt werden.

### Pipeline
In Orenburg beginnt die 2.750 km lange Erdgasleitung „Sojus“ nach Uschhorod, deren Bau über mehrere Jahrzehnte hinweg durch die RGW-Staaten realisiert wurde. Planung und Bau des rund 550 km langen Bauabschnitts der DDR, der Druschba-Trasse, wurden, wie die Abschnitte der anderen Staaten, von der damaligen UdSSR lediglich an die „sozialistischen Bruderländer“ delegiert und durch spätere kostenlose Abgabe von Erdgas bezahlt.

## Weiterführende Bildungseinrichtungen
- Fakultät der Staatsakademie für Erdöl und Gas
- Filiale der Militäruniversität für Luftabwehr der Streitkräfte der Russischen Föderation
- Filiale der Staatlichen Handelsuniversität Moskau
- Filiale der Staatlichen Juristischen Akademie Moskau
- Filiale des Ersten Juristischen Instituts Moskau
- Filiale des Instituts für Unternehmertum und Recht in Moskau
- Filiale des Instituts für Ingenieure des Eisenbahnverkehrs in Samara
- Institut für Ökonomie und Kultur
- Kunstinstitut
- Staatliche Agraruniversität Orenburg
- Staatliche Medizinische Universität Orenburg[7]
- Staatliche Pädagogische Universität Orenburg
- Staatliche Universität Orenburg
- Städtisches Höheres Kolleg Orenburg für Natur- und Geisteswissenschaften
- Regionsübergreifendes Institut für Management
- Zollkolleg

## Sport
Im Fußball ist die Stadt durch den Verein FK Orenburg und im Eishockey durch den Club Gasprom-OGU Orenburg vertreten. Im Tischtennis gewann Gazprom Fakel Orenburg mit dem Deutschen Dimitrij Ovtcharov, dem Weißrussen Wladimir Samsonow und dem Russen Alexei Smirnow nach dem zweiten Platz 2010/11 die europäische Champions League 2011/12 und 2012/13. Der Eishockey- und der Tischtennisclub werden von Gazprom finanziert.

## Städtepartnerschaften
Orenburg listet folgende Partnerstädte auf:
- Blagnac, Frankreich
- Burgas, Bulgarien
- Orlando, Vereinigte Staaten
- Chudschand, Tadschikistan
- Legnica, Polen

## Söhne und Töchter der Stadt
- Georg Gustav von Freymann a.d.H. Nursie (1789–unbekannt), baltischer Adliger und Generalmajor in der Kaiserlichen-russischen Armee
- Nikolai Koslow (1814–1889), Militärarzt
- Pawel Blaramberg (1841–1907), Komponist[8]
- Jewgraf Fjodorow (1853–1919), Kristallograph und Mineraloge
- Glafira Ziegelmann (1871–1935), russisch-französische Medizinerin und Gynäkologin
- Lew Sosnowski (1886–1937), Journalist und Revolutionär
- Wladimir Uralski (1887–1955), Schauspieler
- Wera Gromowa (1891–1973), Paläontologin
- Michail Karnauchow (1892–1955), Metallurg und Hochschullehrer
- Axel Berg (1893–1979), Wissenschaftler und Marineoffizier
- Pjotr Lukirski (1894–1954), Physiker und Hochschullehrer
- Wsewolod Jablonski (1901–1963), Hydromechaniker und Hochschullehrer
- Georgi Malenkow (1902–1988), Politiker
- Anatoli Nikolajew (1902–1977), Chemiker und Hochschullehrer
- Ljudmila Keldysch (1904–1976), Mathematikerin
- Georgi Kurowski (1909–1991), Schauspieler und Synchronsprecher
- Nikolai Jefimow (1910–1982), Mathematiker
- Jan Baculewski (1912–1994), polnischer Literaturhistoriker und Pädagoge
- Serge Maiwald (1916–1952), Jurist
- Alexander Schmorell (1917–1943), Mitbegründer der Widerstandsgruppe „Weiße Rose“; als Alexander von München Heiliger der Russisch-Orthodoxen Kirche
- Wladimir Karpow (1922–2010), Schriftsteller
- Nadeschda Petina (1932–2022), Bildhauerin
- Gennadi Tschetwerikow (1935–2018), sowjetischer bzw. belarussischer Schauspieler, Stuntman und Zirkusdarsteller
- Alexander Skrinski (* 1936), Physiker
- Sem Simkin (1937–2010), Hochseefischer, Lyriker und Nachdichter ostpreußischer Poesie
- Georgi Martynjuk (1940–2014), Schauspieler
- Lew Alburt (* 1945), russisch-US-amerikanischer Schachspieler
- Juri Sjomin (* 1947), Fußballspieler und -trainer
- Wladimir Tschernyschow (* 1948), Boxer
- Witali Kweder (* 1949), Festkörperphysiker
- Jewgeni Lukin (* 1950), Schriftsteller
- Konstantin Efetov (1950–2021), Physiker, Hochschullehrer und Direktor am Max-Planck-Institut in Stuttgart
- Nadeschda Radsewitsch (* 1953), Volleyballspielerin und Olympiasiegerin[9]
- Jelena Afanassjewa (* 1975), Politikerin
- Dmitri Jurjewitsch Sitak (* 1983), Tennisspieler
- Roman Walijew (* 1984), Dreispringer
- Anna Awdejewa (* 1985), Kugelstoßerin
- Denis Istomin (* 1986), usbekischer Tennisspieler russischer Herkunft
- Nikolai Kowaljow (* 1986), Säbelfechter
- Artem Sitak (* 1986), russisch-neuseeländischer Tennisspieler
- Elina Tissen (* 1986), deutsche Profiboxerin und Weltmeisterin der Verbände WIBF, GBU und GBC
- Jewgeni Luzenko (* 1987), Fußballspieler[10]
- Alex Doll (* 1990), russisch-schweizerischer Künstler
- Denis Makarow (* 1998), Fußballspieler
- Maria Kamenewa (* 1999), Schwimmerin[11][12]
- Danila Chotuljow (* 2002), Fußballspieler

## Klimatabelle
|                       | Jan   | Feb   | Mär  | Apr  | Mai  | Jun  | Jul  | Aug  | Sep  | Okt | Nov  | Dez   |   |      |
| Mittl. Tagesmax. (°C) | −9,8  | −8,7  | −1,5 | 12,7 | 22,6 | 26,6 | 28,8 | 26,8 | 20,4 | 9,3 | 0,1  | −6,0  | ⌀ | 10,2 |
| Mittl. Tagesmin. (°C) | −17,9 | −17,7 | −9,8 | 1,5  | 8,5  | 13,1 | 15,6 | 13,2 | 7,8  | 0,5 | −6,0 | −13,2 | ⌀ | −0,3 |
|                       |       |       |      |      |      |      |      |      |      |     |      |       |   |      |
| Niederschlag (mm)     | 26    | 21    | 22   | 25   | 29   | 40   | 37   | 33   | 34   | 38  | 37   | 32    | Σ | 374  |
|                       |       |       |      |      |      |      |      |      |      |     |      |       |   |      |
| Sonnenstunden (h/d)   | 2,5   | 4,2   | 5,1  | 7,5  | 9,9  | 10,2 | 10,6 | 9,2  | 7,1  | 4,1 | 2,1  | 2,0   | ⌀ | 6,2  |
|                       |       |       |      |      |      |      |      |      |      |     |      |       |   |      |
| Regentage (d)         | 8     | 5     | 6    | 5    | 5    | 6    | 7    | 6    | 7    | 8   | 8    | 8     | Σ | 79   |
|                       |       |       |      |      |      |      |      |      |      |     |      |       |   |      |
| Luftfeuchtigkeit (%)  | 80    | 80    | 82   | 70   | 55   | 53   | 55   | 55   | 60   | 72  | 81   | 83    | ⌀ | 68,8 |

| −17,9 |

| −17,7 |

| −9,8 |

| 1,5 |

| 8,5 |

| 13,1 |

| 15,6 |

| 13,2 |

| 7,8 |

| 0,5 |

| −6,0 |

| −13,2 |

| −17,9 |

| −17,7 |

| −9,8 |

| 1,5 |

| 8,5 |

| 13,1 |

| 15,6 |

| 13,2 |

| 7,8 |

| 0,5 |

| −6,0 |

| −13,2 |